# Thalassa (lune)
Pour les articles homonymes, voir Thalassa.
Thalassa est un satellite naturel de Neptune.

## Historique

### Découverte
Il a été découvert lors du passage de la sonde Voyager 2 en 1989.

### Dénomination
Temporairement désigné S/1989 N 5, son nom provient de Thalassa, la fille d'Héméra et d'Æther dans la mythologie grecque. « Thalassa » veut également dire « mer » en grec ancien.

## Caractéristiques physiques
Thalassa est un petit corps céleste irrégulier de 80 km de longueur maximale et ne présente aucune activité géologique.
Une nouvelle photo cependant a été prise par le télescope James Webb en 2022. 

## Orbite
L'orbite de Thalassa, située en deçà de l'orbite synchrone de Neptune, est instable et ce satellite spirale lentement vers sa planète en raison des forces de marée exercées par celle-ci. Il devrait probablement se briser en franchissant la limite de Roche, formant un nouvel anneau planétaire, ou s'écraser sur Neptune.